# 杰克森·阿维利诺·科埃略
杰克森·阿维利诺·科埃略（Jakson Avelino Coelho，1986年2月28日—），昵称贾贾·科埃略（Jajá Coelho）或贾贾（Jajá），是一名巴西职业足球运动员，司职前锋。现在效力于中国足球超级联赛球队重庆力帆。

## 俱乐部生涯
贾贾出自美洲(MG)青训体系。2004年11月，他加盟荷兰豪门，之后被立即租借到比利时球队韦斯特洛。 2006年1月，贾贾加盟西班牙球队赫塔費，并在2006/07赛季下半赛季得到2次出场机会。2006年夏季，他被租借回到巴西，加盟。之后他又被先后租借到比利时的根克和韦斯特洛。
2008年2月，贾贾和乌克兰足球超级联赛球队哈爾科夫冶金签约三年半。他在乌克兰表现出色，并在2008年成为第二位赢得乌克兰超级联赛MVP的外籍球员。2010年8月7日，他以420万欧元的身价加盟土耳其球队特拉布宗体育，和球队签约四年。 8月30日，他在和安塔利亚体育的比赛上演在土耳其联赛的首秀。 2010/11赛季，他为球队出场29次，射进12球。
2011年6月24日，有报道称贾贾将和阿联酋球队阿赫利签约三年。 9月份，这次转会终于完成，转会费为450万欧元。 不过贾贾在阿赫利并没有得到太多出场机会，2012年被租借回到巴西國際。2013年1月14日，他回到哈爾科夫冶金。2013年7月12日，他被租借到土耳其卡塞利體育一年。卡塞利體育在租借期满后可以选择和他签约三年。他之后又被租借到巴西科里蒂巴。
2015年2月10日，贾贾转会加盟中国足球超级联赛升班马重庆力帆。